# Trigonocefàlia
La trigonocefàlia és una trastorn congènit de la fusió prematura de la sutura metòpica (del grec metopon, "front"), que condueix a un front triangular. La fusió dels dos ossos frontals comporta una restricció transversal del creixement i una expansió paral·lela del creixement. Es pot presentar com a part d'una síndrome (amb altres anormalitats) o aïlladament. El terme és del grec trigonon, "triangle", i kephale, "cap".

## Causa

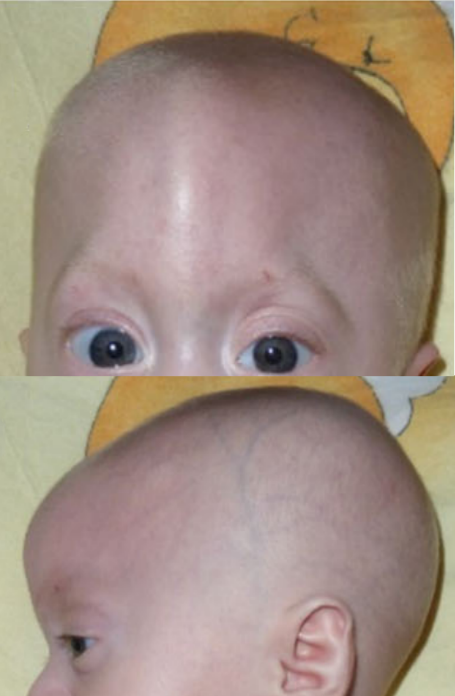
Trigonocefàlia en un nen amb duplicació 1q22–1q23.1

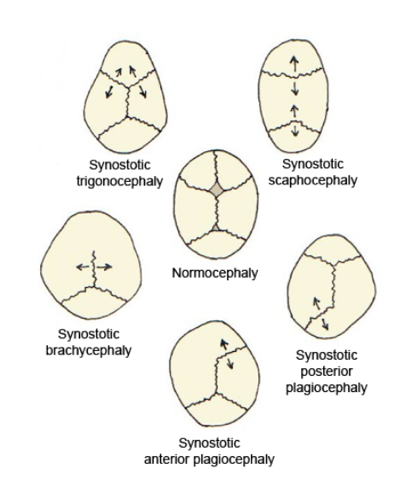
Trigonocefàlia com un tipus de craniosinostosi

La trigonocefàlia pot ocórrer de manera sindròmica o aïllada. La trigonocefàlia s'associa amb les següents síndromes: Síndrome de Bohring-Opitz, síndrome de Muenke, síndrome de Jacobsen, síndrome de Baller-Gerold i síndrome de Say-Meyer. L'etiologia de la trigonocefàlia és majoritàriament desconeguda, tot i que hi ha tres teories principals. Probablement és una condició congènita multifactorial, però a causa de les proves limitades d'aquestes teories, no es pot concloure de manera segura.

### Malformació òssia intrínseca
La primera teoria suposa que l'origen de la sinostosi patològica resideix en una formació òssia alterada al principi de l'embaràs. Les causes poden ser genètiques (9p22–24, 11q23, 22q11, mutació FGFR1), metabòliques (suplementació de TSH en hipotiroïdisme) o farmacèutiques (valproat en l'epilèpsia).

### Restricció del cap fetal
La segona teoria afirma que la sinostosi comença quan el cap del fetus queda obstaculitzat a la sortida pèlvica durant el part.

### Malformació cerebral intrínseca
La tercera teoria suggereix que la malformació cerebral dels dos lòbuls frontals és la causa principal de la sinostosi. El creixement limitat dels lòbuls frontals porta a una manca d'estímuls per al creixement cranial, provocant així una fusió prematura de la sutura metòpica.

### Altres condicions i síndromes
Altres condicions i síndromes amb trigonocefàlia inclouen:
- Artogriposi, fissura palatina, craniosinostosi i discapacitat intel·lectual
- Encefalopatia glicina atípica
- Síndrome de blefarofimosi amb discapacitat intel·lectual, tipus Verloes
- Síndrome de Bohring-Opitz
- Síndrome de Coffin-Siris
- Síndrome de cefalopolisindactilia de Greig
- Holoprosencefàlia
- Síndrome de disostosi mandibulofacial-microcefàlia
- Síndrome de Carpenter relacionada amb MEGF8
- Microcefàlia, autosòmica dominant primària
- Mucolipidosis tipus II
- Síndrome orofaciodigital tipus 14
- Trombocitopènia de Paris-Trousseau
- Síndrome de Potocki-Lupski
- Síndrome de Simpson-Golabi-Behmel tipus 1
- Tricotiodistròfia, fotosensibilitat
- Síndrome de trigonocefàlia-nas bífid-anomalies acrals

## Diagnòstic
El diagnòstic es pot caracteritzar per deformitats facials i cranials típiques.
Els signes observables de la trigonocefàlia són:
- un front triangular vist des de dalt, que porta a una fossa cranial anterior més petita
- una cresta visible i palpable a la línia mitjana
- hipotelorisme que indueix hipoplàsia etmoidal

Les tècniques d'imatge (3D-TC, radiografia, ressonància magnètica) mostren:
- plecs epicàntics en casos limitats
- òrbites en forma de llàgrima angulades cap a la línia mitjana del front ("signe del ós rentador sorprès") en casos severs
- una diferència de contrast entre la radiografia d'un crani normal i un de trigonocefàlic
- curvatura anterior de la sutura metòpica vista des de la perspectiva lateral del crani en una radiografia
- un índex cefàlic normal (amplada màxima del crani / longitud màxima del crani), tot i que hi ha un escurçament bitemporal i un eixamplament biparietal

El desenvolupament neuropsicològic no sempre es veu afectat. Aquests efectes només són visibles en un petit percentatge de nens amb trigonocefàlia o altres sinostosis de sutura.
Els signes neuropsicològics són:
- problemes de comportament, parla i llenguatge
- retard mental[20][21]
- retards en el neurodesenvolupament com ara el Trastorn per dèficit d'atenció amb hiperactivitat (TDAH), el Trastorn oposicionista desafiant (TND), el Trastorn de l'espectre autista (TEA) i el Trastorn de conducta (TC).[22][23][24][25] Molts d'aquests retards es fan evidents en l'edat escolar.[26]

## Tractament
El tractament és quirúrgic, posant atenció a la forma i el volum. La cirurgia normalment es realitza abans de l'any d'edat, ja que s'ha informat que el resultat intel·lectual és millor.

### Avançament i remodelació fronto-supraorbitària
Una forma de cirurgia és l'anomenat avançament i remodelació fronto-supraorbitària. En primer lloc, la barra supraorbitària es remodela mitjançant una Fractura de canya verda amb filferro per redreçar-la. En segon lloc, la barra supraorbitària es mou 2 cm cap endavant i es fixa només al procés frontal del zigoma sense fixar-la al crani. Finalment, l'os frontal es divideix en dos, es rota i s'uneix a la barra supraorbitària, creant una zona nua (craniectomia) entre l'os parietal i l'os frontal. Amb el temps, l'os es regenerarà ja que la duramàter es troba a sota (la duramàter té capacitats osteogèniques). Això resulta en un avançament i un redreçament del front.

### 'Tècnica de la 'front flotant'
L'anomenada 'tècnica de la front flotant' combinada amb la remodelació de la barra supraorbital es deriva de l'avançament i remodelació fronto-supraorbital. La barra supraorbital es remodela tal com s'ha descrit anteriorment. L'os frontal es divideix en dues peces. En lloc d'utilitzar ambdues peces com en l'avançament i remodelació fronto-supraorbital, només una peça es gira i s'uneix a la barra supraorbital. Aquesta tècnica també deixa una craniectomia al darrere.

### Altres
- Suturectomia[2] La forma més senzilla de cirurgia per a la trigonocefàlia era la suturectomia.[37][21][34][38][39] No obstant això, com que aquesta tècnica era insuficient per corregir les deformitats, ja no s'utilitza.
- Osteogènesi per distracció[2] L'osteogènesi per distracció es basa a crear més espai cranial per al cervell movent gradualment els ossos. Això es pot aconseguir utilitzant molles.[40]
- Cirurgia endoscòpica mínimament invasiva[2]

Aquests enfocaments són solucions 2D per a un problema 3D, per la qual cosa els resultats no són òptims. L'osteogènesi per distracció i la cirurgia endoscòpica mínimament invasiva encara es troben en fase experimental.

## Epidemiologia
La incidència de la sinostosi metòpica se situa aproximadament entre 1:700 i 1:15.000 nounats a nivell mundial (varia segons el país). La trigonocefàlia es veu més en homes que en dones, amb una proporció que va de 2:1 a 6,5:1. S'han trobat relacions hereditàries en la sinostosi metòpica, de les quals el 5,5% eren sindròmiques ben definides. L'edat materna i un pes al néixer inferior a 2500g també poden tenir un paper en la trigonocefàlia. Aquestes dades es basen en estimacions i no proporcionen informació factual.
Només un article ofereix informació valuosa i fiable sobre la incidència de la sinostosi metòpica als Països Baixos. La incidència als Països Baixos va mostrar un augment de 0,6 (1997) a 1,9 (2007) per cada 10.000 nascuts vius.

## Història
Antigament, les persones que naixien amb cranis malformats eren rebutjades per la seva aparença. Això encara persisteix avui en diverses parts del món, tot i que el desenvolupament intel·lectual sol ser normal. El metge austríac Franz Joseph Gall va presentar la ciència de la frenologia a principis del segle XIX a través de la seva obra The Anatomy and Physiology of the Nervous System in General, and of the Brain in Particular.
Hipòcrates va descriure la trigonocefàlia de la següent manera: Els caps dels homes no són de cap manera tots iguals, ni les sutures del cap de tots els homes estan construïdes de la mateixa forma. Així, qui té una prominència a la part anterior del cap (per prominència s'entén la part òssia arrodonida i protuberant que sobresurt de la resta), en ell les sutures del cap prenen la forma de la lletra grega 'tau', τ.
Hermann Welcker va encunyar el terme trigonocefàlia el 1862. Va descriure un nen amb un crani en forma de V i un llavi leporí.